# Campeonato Europeu Júnior de Natação de 2018
O Campeonato Europeu Júnior de Natação de 2018 foi a 45ª edição do evento organizado pela Liga Europeia de Natação (LEN). A competição foi realizada entre os dias 4 e 8 de julho de 2018 em Helsínquia na Finlândia. Teve como destaque a Rússia com 18 medalhas de ouro.

## Medalhistas
Os resultados foram os seguintes. 

### Masculino
| Evento          | Ouro                                                                                 | Ouro     | Prata                                                                                 | Prata    | Bronze                                                                         | Bronze   |
| 50 m Livre      | Suécia · Björn Seeliger                                                              | 22.27    | Rússia · Kliment Kolesnikov                                                           | 22.61    | Reino Unido · Lewis Burras                                                     | 22.69    |
| 100 m Livre     | Israel · Tomer Frankel                                                               | 49.23    | Rússia · Andrei Minakov                                                               | 49.24    | Itália · Devid Zorzetto                                                        | 49.47    |
| 200 m Livre     | Hungria · Kristóf Milák                                                              | 1:47.19  | Israel · Denis Loktev                                                                 | 1:47.95  | Suécia · Robin Hanson                                                          | 1:48.65  |
| 400 m Livre     | Hungria · Kristóf Milák                                                              | 3:50.00  | Rússia · Ilia Sibirtsev                                                               | 3:50.71  | Itália · Johannes Calloni                                                      | 3:51.14  |
| 800 m Livre     | Hungria · Ákos Kalmar                                                                | 7:55.41  | França · Paul Beaugrand                                                               | 7:56.23  | Itália · Johannes Calloni                                                      | 7:56.50  |
| 1500 m Livre    | Hungria · Ákos Kalmar                                                                | 15:04.91 | Dinamarca · Alexander Nørgaard                                                        | 15:10.88 | Itália · Johannes Calloni                                                      | 15:11.47 |
| 50 m Costas     | Rússia · Kliment Kolesnikov                                                          | 24.52    | Alemanha · Michael Schäffner                                                          | 25.23    | Suíça · Thierry Bollin                                                         | 25.35    |
| 100 m Costas    | Rússia · Kliment Kolesnikov Roménia · Daniel Martin                                  | 53.52    | Nenhum                                                                                |          | Reino Unido · Nicholas Pyle                                                    | 54.69    |
| 200 m Costas    | Rússia · Kliment Kolesnikov                                                          | 1:55.83  | Roménia · Daniel Martin                                                               | 1:58.37  | Suíça · Roman Mityukov                                                         | 1:59.23  |
| 50 m Peito      | Rússia · Vladislav Gerasimenko                                                       | 28.03    | Letônia · Didzis Rudavs                                                               | 28.19    | Países Baixos · Juri Dijkstra                                                  | 28.21    |
| 100 m Peito     | Rússia · Vladislav Gerasimenko                                                       | 1:01.36  | Itália · Alessandro Fusco                                                             | 1:01.90  | Polónia · Jan Kałusowski                                                       | 1:02.10  |
| 200 m Peito     | Rússia · Aleksandr Zhigalov                                                          | 2:12.47  | Polónia · Jan Kałusowski                                                              | 2:13.45  | Países Baixos · Caspar Corbeau                                                 | 2:14.13  |
| 50 m Borboleta  | Rússia · Andrei Minakov                                                              | 23.56    | Noruega · Tomoe Zenimoto Hvas                                                         | 23.68    | Rússia · Daniil Markov                                                         | 23.77    |
| 100 m Borboleta | Hungria · Kristóf Milák                                                              | 51.78    | Rússia · Andrei Minakov                                                               | 52.38    | Itália · Federico Burdisso                                                     | 52.88    |
| 200 m Borboleta | Hungria · Kristóf Milák                                                              | 1:52.94  | Itália · Federico Burdisso                                                            | 1:56.40  | Ucrânia · Denys Kesil                                                          | 1:56.45  |
| 200 m Medley    | Reino Unido · Thomas Dean                                                            | 1:59.17  | Rússia · Maksim Stupin                                                                | 2:01.42  | Rússia · Danil Zaytsev                                                         | 2:02.42  |
| 400 m Medley    | Rússia · Maksim Stupin                                                               | 4:16.79  | Grécia · Apostolos Papastamos                                                         | 4:17.44  | Reino Unido · Thomas Dean                                                      | 4:18.07  |
| 4x100 m Livre   | Rússia · Daniil Markov · Andrei Minakov · Aleksandr Shumilov · Kliment Kolesnikov    | 3:18.21  | Itália · Federico Burdisso · Thomas Ceccon · Francesco Peron · Devid Zorzetto         | 3:18.79  | Alemanha · Peter Varjasi · Rafael Miroslaw · Maurits Kuhn · Sebastian Beck     | 3:21.12  |
| 4x200 m Livre   | Israel · Denis Loktev · Gal Cohen Groumi · Bar Soloveychik · Tomer Frankel           | 7:16.28  | Rússia · Kliment Kolesnikov · Vadim Semenchenko · Anton Nikitin · Mikhail Bocharnikov | 7:17.49  | Reino Unido · Harry Constantine · Jakob Goodman · Thomas Dean · Luke Turley    | 7:17.73  |
| 4x100 m Medley  | Rússia · Kliment Kolesnikov · Vladislav Gerasimenko · Andrei Minakov · Daniil Markov | 3:35.58  | Alemanha · Michael Schäffner · Lucas Matzerath · Maurice Ingenrieth · Peter Varjasi   | 3:39.16  | Itália · Thomas Ceccon · Alessandro Fusco · Federico Burdisso · Devid Zorzetto | 3:39.28  |

### Feminino
| Evento          | Ouro                                                                                        | Ouro        | Prata                                                                                          | Prata    | Bronze                                                                                 | Bronze   |
| 50 m Livre      | Reino Unido · Freya Anderson                                                                | 25.35       | Rússia · Elizaveta Klevanovich                                                                 | 25.43    | Polónia · Kornelia Fiedkiewicz                                                         | 25.53    |
| 100 m Livre     | Reino Unido · Freya Anderson                                                                | 54.65       | Rússia · Elizaveta Klevanovich                                                                 | 55.31    | Turquia · Selen Özbilen                                                                | 55.61    |
| 200 m Livre     | Alemanha · Isabel Marie Gose                                                                | 1:58.17     | Hungria · Ajna Késely                                                                          | 1:58.27  | Rússia · Polina Nevmovenko                                                             | 1:59.82  |
| 400 m Livre     | Hungria · Ajna Késely                                                                       | 4:08.25     | Alemanha · Isabel Marie Gose                                                                   | 4:11.01  | Áustria · Marlene Kahler                                                               | 4:11.62  |
| 800 m Livre     | Hungria · Ajna Késely                                                                       | 8:30.43     | Alemanha · Celine Rieder                                                                       | 8:31.54  | Itália · Giulia Salin                                                                  | 8:34.50  |
| 1500 m Livre    | Hungria · Ajna Késely                                                                       | 16:21.19    | Alemanha · Celine Rieder                                                                       | 16:25.05 | Itália · Giulia Salin                                                                  | 16:28.12 |
| 50 m Costas     | Rússia · Daria Vaskina                                                                      | 27.90 , EJR | Reino Unido · Lauren Cox                                                                       | 28.51    | Itália · Giulia D'Innocenzo                                                            | 28.61    |
| 100 m Costas    | Rússia · Daria Vaskina                                                                      | 59.90       | Rússia · Anastasia Avdeeva                                                                     | 1:00.39  | Itália · Giulia D'Innocenzo                                                            | 1:01.08  |
| 200 m Costas    | Rússia · Anastasia Avdeeva                                                                  | 2:09.56     | Hungria · Laura Vanda Ilyés                                                                    | 2:10.67  | Moldávia · Tatiana Salcuțan                                                            | 2:11.37  |
| 50 m Peito      | Reino Unido · Tatiana Belonogoff                                                            | 31.29       | Alemanha · Anna Elendt                                                                         | 31.36    | Eslovênia · Tina Čelik                                                                 | 31.57    |
| 100 m Peito     | Lituânia · Kotryna Teterevkova                                                              | 1:08.03     | Rússia · Anastasia Makarova                                                                    | 1:08.46  | Alemanha · Anna Elendt                                                                 | 1:08.68  |
| 200 m Peito     | Rússia · Anastasia Makarova                                                                 | 2:26.29     | Rússia · Alena Chekhovskikh                                                                    | 2:26.87  | Lituânia · Kotryna Teterevkova                                                         | 2:27.09  |
| 50 m Borboleta  | Bielorrússia · Anastasiya Shkurdai                                                          | 26.44       | Alemanha · Maya Tobehn                                                                         | 26.78    | Turquia · Aleyna Özkan                                                                 | 26.83    |
| 100 m Borboleta | Bielorrússia · Anastasiya Shkurdai Reino Unido · Emily Large                                | 59.37       | Nenhum                                                                                         |          | Hungria · Petra Barócsai                                                               | 59.95    |
| 200 m Borboleta | Hungria · Blanka Berecz                                                                     | 2:10.06     | Reino Unido · Ciara Schlosshan                                                                 | 2:11.18  | Hungria · Dora Hathazi                                                                 | 2:11.54  |
| 200 m Medley    | Rússia · Anastasiia Sorokina                                                                | 2:14.38     | Itália · Roberta Circi                                                                         | 2:16.27  | Hungria · Ajna Késely                                                                  | 2:16.39  |
| 400 m Medley    | Hungria · Ajna Késely                                                                       | 4:41.55     | Alemanha · Yara Heirath                                                                        | 4:45.75  | Hungria · Lili Horvath                                                                 | 4:45.88  |
| 4x100 m Livre   | Rússia · Sofia Chichaikina · Elizaveta Klevanovich · Ekaterina Nikonova · Polina Nevmomenko | 3:43.03     | Alemanha · Isabel Marie Gose · Lena Riedemann · Lucie Kühn · Maya Tobehn                       | 3:44.82  | Itália · Mari Masciopinto · Giulia Borra · Carola Valle · Emma Virginia Menicucci      | 3:45.39  |
| 4x200 m Livre   | Hungria · Fanni Fábián · Petra Barocsai · Blanka Berecz · Ajna Késely                       | 8:02.24     | Alemanha · Yara Hierath · Celine Rieder · Hannah Küchler · Isabel Marie Gose                   | 8:02.38  | Rússia · Polina Nevmomenko · Aleksandra Bykova · Elizaveta Klevanovich · Yana Kurtseva | 8:05.87  |
| 4x100 m Medley  | Reino Unido · Lily Bosele · Tatiana Belonogoff · Emily Large · Freya Anderson               | 4:02.48     | Rússia · Anastasia Avdeeva · Anastasia Makarova · Anastasia Zhuravleva · Elizaveta Klevanovich | 4:04.52  | Alemanha · Barbara Schaal · Anna Elendt · Maya Tobehn · Isabel Marie Gose              | 4:06.59  |

### Misto
| Evento         | Ouro                                                                                     | Ouro          | Prata                                                                        | Prata   | Bronze                                                                               | Bronze  |
| 4x100 m Livre  | Rússia · Kliment Kolesnikov · Andrei Minakov · Polina Nevmomenko · Elizaveta Klevanovich | 3:28.74       | Alemanha · Peter Varjasi · Rafael Miroslaw · Isabel Marie Gose · Maya Tobehn | 3:28.97 | Hungria · Kristóf Milák · Krisztofer Hímer · Fanni Gyurinovics · Ajna Késely         | 3:30.91 |
| 4x100 m Medley | Rússia · Daria Vaskina · Vladislav Gerasimenko · Andrei Minakov · Elizaveta Klevanovich  | 3:47.99 , EJR | Reino Unido · Nicholas Pyle · Archie Goodburn · Emily Large · Freya Anderson | 3:51.43 | Alemanha · Barbara Schaal · Lucas Matzerath · Maurice Ingenrieth · Isabel Marie Gose | 3:52.34 |

## Quadro de medalhas
O quadro de medalhas foi publicado. 
| Ordem | País          | Medalha de ouro | Medalha de prata | Medalha de bronze | Total |
| ----- | ------------- | --------------- | ---------------- | ----------------- | ----- |
| 1     | Rússia        | 18              | 12               | 4                 | 34    |
| 2     | Hungria       | 12              | 2                | 5                 | 19    |
| 3     | Reino Unido   | 6               | 3                | 4                 | 13    |
| 4     | Israel        | 2               | 1                | 0                 | 3     |
| 5     | Bielorrússia  | 2               | 0                | 0                 | 2     |
| 6     | Alemanha      | 1               | 11               | 4                 | 16    |
| 7     | Roménia       | 1               | 1                | 0                 | 2     |
| 8     | Lituânia      | 1               | 0                | 0                 | 1     |
| 8     | Suécia        | 1               | 0                | 0                 | 1     |
| 10    | Itália        | 0               | 4                | 11                | 15    |
| 11    | Polónia       | 0               | 1                | 2                 | 3     |
| 12    | Dinamarca     | 0               | 1                | 0                 | 1     |
| 12    | França        | 0               | 1                | 0                 | 1     |
| 12    | Grécia        | 0               | 1                | 0                 | 1     |
| 12    | Letônia       | 0               | 1                | 0                 | 1     |
| 12    | Noruega       | 0               | 1                | 0                 | 1     |
| 17    | Países Baixos | 0               | 0                | 2                 | 2     |
| 17    | Suíça         | 0               | 0                | 2                 | 2     |
| 17    | Turquia       | 0               | 0                | 2                 | 2     |
| 20    | Áustria       | 0               | 0                | 1                 | 1     |
| 20    | Moldávia      | 0               | 0                | 1                 | 1     |
| 20    | Eslovênia     | 0               | 0                | 1                 | 1     |
| 20    | Ucrânia       | 0               | 0                | 1                 | 1     |
| Total | Total         | 44              | 40               | 42                | 126   |

Legenda
| Recorde mundial       | Recorde mundial (World record)               |                       | Recorde africano                      | Recorde africano (African) |                                           | Q | Classificado por posição (Qualified) |
| Recorde do campeonato | Recorde do campeonato (Championship record)  | Recorde da América    | Recorde da América (Americas)         | q                          | Classificado por melhor tempo (Qualified) |   |                                      |
| Melhor marca do ano   | Melhor marca do ano (World leading)          | Recorde asiático      | Recorde asiático (Asian)              | DNS                        | Não largou (Did not start)                |   |                                      |
| Recorde nacional      | Recorde nacional (National record)           | Recorde europeu       | Recorde europeu (European)            | DNF                        | Não terminou (Did not finish)             |   |                                      |
| Recorde pessoal       | Recorde pessoal do atleta (Personal best)    | Recorde da Oceania    | Recorde da Oceania (Oceania)          | DSQ / DQ                   | Desclassificado (Disqualified)            |   |                                      |
| Recorde da temporada  | Recorde da temporada do atleta (Season best) | Recorde sul-americano | Recorde sul-americano (South America) | NM                         | Sem marca (No mark)                       |   |                                      |